# Коленська Любов
Любов Савчак, у шлюбі Коленська (нар. 17 квітня 1923, Станіслав) — українська письменниця та журналістка в діаспорі США. Членкиня Об'єднання українських письменників «Слово», Міжнародного ПЕН-клубу, Спілки письменників України.

## Біографія
Народилася 17 квітня 1923 р. у м. Станіславі (тепер Івано-Франківськ). Школу закінчила у Львові, працювала в бібліографічному відділі НТШ. Пізніше виїхала до Інсбрука (Австрія), закінчила філософський факультет Інсбруцького університету. Перші публікації були у виданнях «Звено», «Життя і Слово», «Світання».
У 1949 р. разом із родиною емігрувала до США. Мешкала в Ірлінгтоні та інших містах США, працювала вчителькою в школі українознавства в Ньюарку, редакції часопису «Свобода» (1970–1996), дописувала до часописів «Київ», «Наше життя», «Визвольний шлях».
У 1982 р. отримала нагороду Літературного фонду ім. І. Франка в Чикаго.

## Творчість
Авторка збірок оповідань «Самотність» (1966), «Павлів тріюмф» (1971), «Потойбіч Рубікону» (1988), повісті «Дзеркала» (1981).
Тематика творчості Любові Коленської - трагічні переживання в еміграції, роздуми про рідну землю, долю батьків і дітей на чужині (оповідання "Незвичайне Різдво", "Незвичайні гості", "Загибель птахів", "Безупиний буревій", "Йому пощастило", драма"Потойбіч Рубікону"). Авторка торкається й інших гострих проблем - руйнування чесної людської особистості (новели "Каміла", "Мій сусід").
Окремі видання:
- Коленська Л. Дзеркала. — Нью-Йорк, 1981.
- Коленська Л. Павлів тріюмф. -Нью-Йорк, 1971. — 205 с.
- Коленська Л. Поет // Слово. Збірник 5. — Едмонтон: ОУП «Слово», 1973. — С. 108–111.